# Phyllachora rhopographoides
Phyllachora rhopographoides är en svampart som beskrevs av Georg Winter 1887. Phyllachora rhopographoides ingår i släktet Phyllachora och familjen Phyllachoraceae.   Inga underarter finns listade i Catalogue of Life.